# Хиос (ном)
Хи́ос (греч. Χίος) — ном в Греции, в группе Северных Эгейских островов. Состоит из островов Хиос, Псара и нескольких мелких островов. Столица — Хиос на одноимённом острове.

## История
Островной регион Хиос, в который входили одноимённый остров Хиос, пятый по величине в Греции, а также острова Инусе и Псара, был одним из 51 номов Греции и относился к Северо-Эгейскому региону.
Ном располагался в центрально-восточной части Эгейского моря недалеко от побережья Турции и был акритическом ном. Ном Хиос был образован в 1915 году и просуществовал по 2010 год, без каких-либо изменений в площади, пока в 2011 году не был реорганизован в периферийную единицу Хиос. Столицей и единственным городом префектуры был город Хиос.

## Деление
В рамках реформы правительства Калликратиса 2011 года на базе нома Хиос была создана периферийная единица Хиос. Она имеет ту же территорию, что и ном. В то же время муниципалитеты были реорганизованы в соответствии с таблицей ниже:
| Новый муниципалитет | Старый муниципалитет | Место        |
| ------------------- | -------------------- | ------------ |
| Хиос                | Хиос (город)         | Хиос (город) |
| Хиос                | Агиос Минас          | Хиос (город) |
| Хиос                | Амани                | Хиос (город) |
| Хиос                | Иония                | Хиос (город) |
| Хиос                | Кампохора            | Хиос (город) |
| Хиос                | Кардамила            | Хиос (город) |
| Хиос                | Мастихохория         | Хиос (город) |
| Хиос                | Омируполи            | Хиос (город) |
| Инусе               | Инусе                | Инусе        |
| Псара               | Псара                | Псара        |

## Экономика
Основу экономики составляют туризм и сельское хозяйство. Основные экспортные продукты: мастика, оливковое масло, инжир, вино и другие алкогольные напитки, среди которых, узо, ароматные ликёры и крепкая сума (разновидность ципуро, получаемая путём перегонки инжира).